# Mário da Graça Machungo
Mário Fernandes da Graça Machungo (Maxixe, 1 de diciembre de 1940-Lisboa, 17 de febrero de 2020) fue un político mozambiqueño. Ejerció como primer ministro de Mozambique entre 1986 y 1994.

## Biografía
Asistió a la Universidad Técnica de Lisboa en la década de 1960 y se graduó en economía. Luego trabajó como empleado en un banco de Lisboa. Luego se trasladó a la Universidad de Lourenço Marques —actual Universidad Eduardo Mondlane— como profesor, donde rápidamente hizo una carrera.  
Como activista del FRELIMO, ejerció varios cargos ministeriales tras la independencia de Mozambique en 1975. De 1975 a 1976 fue ministro de Industria y Comercio, ministro de Industria y Energía de 1976 a 1978, ministro de Agricultura de 1978 a 1980 y ministro de Planificación y Desarrollo de 1980 a 1986.  
Desde 1983 fue al mismo tiempo gobernador de la provincia de Zambezia. Del 17 de julio de 1986 al 16 de diciembre de 1994 fue primer ministro de Mozambique. Durante su gestión, el FRELIMO renunció a la ideología marxista y decidió abandonar el sistema de partido único, estableciendo el multipartidismo. 
Desde 1995 hasta 2020, fue director del banco más grande del país, el Banco del Milenio (Banco Internacional de Mozambique).
Falleció el 17 de febrero en Lisboa donde estaba siendo tratado de una enfermedad que no ha sido desvelada. El comunicado del fallecimiento fue realizado por la familia.